# 秋田県立大曲支援学校せんぼく校
秋田県立大曲支援学校せんぼく校（あきたけんりつ おおまがりしえんがっこう せんぼくこう）は、秋田県仙北市角館町小舘に所在する、公立特別支援学校の分校。知的障害者を教育対象としている。

## 概要
知的障害者を教育対象とする特別支援学校の空白域であった仙北市に、秋田県立大曲支援学校の分校として設置された。2013年に分教室として置かれ、2016年に移転昇格する形で開校した。

## 沿革
- 2013年4月1日 - 仙北市角館児童館内に秋田県立大曲養護学校せんぼく分教室として開設。小学部・中学部のみの設置。
- 2016年3月31日 - 分教室を閉室。
- 2016年4月1日 - 秋田県立角館高等学校の定時制課程校舎の敷地内に秋田県立大曲支援学校せんぼく校として開校。前日に閉室となった秋田県立大曲養護学校せんぼく分教室より児童・生徒を移管するとともに、新たに高等部が設置された。

## 学部
- 小学部
- 中学部
- 高等部